# Sí, mi amor
Sí, mi amor é uma telenovela mexicana produzida por Guillermo Diazayas para a Televisa e exibida pelo El Canal de las Estrellas entre 1984 e 1985.
Foi protagonizada por Edith González e Leonardo Daniel, com participação infantil de Luis Mario Quiroz e antagonizada por Nubia Martí e Felicia Mercado.

## Sinopse
David Kendall é um jovem nobre inglês que reside em Londres. Um dia, David recebe a notícia da morte de seu irmão, que mora em Tampico, no México e é dono de uma petroleira. David viaja ao México para assistir à leitura do testamento de seu irmão, e lá ele descobre que seu irmão teve um filho fora do casamento. Esse menino vai herdar toda a fortuna de seu pai, mas ninguém sabe onde ele está, então David jura encontrar seu sobrinho.
Susana vive também em Tampico, uma jovem pobre mas honesta que adotou Carlos, um menino órfão que criou como se fosse seu filho. David acidentalmente descobre que Carlos é o menino que ele procurava e decide levá-lo com ele para seu castelo. Porém, o menino não quer se separar de Susana, então David a leva também.
Susana e Carlos serão forçados a suportar inúmeros maus tratos e humilhações dos parentes de David e também de Lady Constance, uma mulher muito ambiciosa que pretende usar David para entrar na nobreza. Da mesma forma, Lady Becky Simpson, noiva de David, chega ao México com a intenção de se casar com ele. No entanto, David se apaixona por Susana, o que vai desencadear a ira das duas mulheres.
Susana, que também se apaixonou por David, sabe que a sua pobreza a impede de ter uma relação com ele, mas ao mesmo tempo não sabe que é a filha perdida de um duque muito rico e portanto herdeira da sua fortuna.

## Elenco
- Edith González - Susana
- Leonardo Daniel - David Kendall
- Nubia Martí - Lady Constance
- Felicia Mercado - Lady Becky Simpson
- Luis Mario Quiroz - Carlos
- Rafael Baledón - Capitán O'Hara
- Alejandro Ciangherotti - Sr. Efraín Tovar
- Tere Valadez - Sra. Beatriz Tovar
- Lucy Gallardo - Sra. Margot Williams
- Gustavo Rojo - Sr. Edward Williams
- Javier Marc - Heriberto
- Luis Miranda - Arnulfo
- Arturo Allegro - Don Ignacio
- Patsy - Liz Gray
- José Roberto Hill - Pablo
- Renata Flores - Edith
- Silvia Manríquez - Leticia
- Socorro Bonilla - Alicia
- Lilian Herst - Julia
- Luis Avendaño - Víctor Navarro
- Alberto Inzúa - Spencer
- Evangelina Martínez - Clotilde
- Alberto Trejo Juárez - Jarocho
- Sergio Orrante - Tano
- Carlos Enrique Torres - Pedro
- Porfirio Bas - El Cora
- Rubén Ross - El Zurdo
- Gustavo Ferrari - Steve Douglas
- José Carlos Teruel - Paul
- José Dupeyrón - Mayordomo
- Pepe González - Notario